# Barón Dupetit Carro
Barón Dupetit Carro (* 1933 in Colonia del Sacramento) ist ein ehemaliger uruguayischer Botschafter und Diplomat.

## Tätigkeiten als Diplomat
Am 17. April 1969 wurde er Gesandter an der Botschaft Uruguays in Brasilia. Vom 29. Oktober 1971 bis 1976 war er Geschäftsträger der Botschaft von Uruguay in der Sozialistischen Föderative Republik Jugoslawien. Von 1976 bis 27. Juni 1986 war er Geschäftsträger der Botschaft von Uruguay in der Deutschen Demokratischen Republik. Von 1987 bis zum 5. Juni 1991 war er Geschäftsträger der Botschaft von Uruguay in Saudi-Arabien. Von 5. Juni 1991 bis 1995 war er Botschafter im Iran.